# Cały ten świat (program telewizyjny)
Cały ten świat – cotygodniowy program publicystyczny emitowany na antenie TVN24 w latach 2002–2005. Gospodarzem programu był Grzegorz Miecugow.
Formuła programu polegała na komentowaniu najważniejszych wydarzeń międzynarodowych minionego tygodnia, które wybierał i przedstawiał prowadzący. W każdym odcinku udział brało trzech zaproszonych dziennikarzy. Do grona stałych komentatorów należeli: Jerzy Beker (Radio PIN), Jerzy Marek Nowakowski (Wprost) i Bartłomiej Sienkiewicz. W późniejszym okresie do zespołu dołączyli także Andrzej Łomanowski (Ozon) oraz Bartosz Węglarczyk (Gazeta Wyborcza).
W końcowej fazie emisji program wzbogacono o segment przygotowywany wspólnie z tygodnikiem Wprost, prezentujący ciekawostki ze świata, które również były komentowane przez zaproszonych publicystów.
Od stycznia 2006 został zastąpiony programem „Horyzont”.